# Vanaküla (bei Martna)
Koordinaten: 58° 54′ N, 23° 54′ O
Vanaküla ist ein Dorf (estnisch küla) in der Landgemeinde Lääne-Nigula (bis 2017: Landgemeinde Martna) im Kreis Lääne in Estland. Vanaküla ist nicht zu verwechseln mit dem gleichnamigen Dorf (schwedisch Gambyn) nahe Pürksi, das ebenfalls in der Landgemeinde Lääne-Nigula liegt.
Der Ort hat acht Einwohner (Stand 31. Dezember 2011).